# Alain Stollenberg
Alain Stollenberg (Verviers, 2 december 1951) is een Belgische voormalige basketballer. Hij speelde als Point-guard.
Stollenberg begon zijn carrière bij SFX Verviers. In 1974 werd hij uitgeroepen tot Belofte van het jaar. Nadien verhuisde hij naar Standard Luik, waarmee hij in 1977 kampioen en bekerwinnaar werd.
Stollenberg speelde 72 keer voor de Belgische nationale ploeg en nam tweemaal deel aan het Europese kampioenschap basketbal.
Alain Stollenberg is de vader van ritmisch gymnaste Cindy Stollenberg, die tweemaal deelnam aan de Olympische Spelen.

## Prestaties
- 1 x Belgisch kampioen met Standard Luik (1976-77)
- 1 x Beker van België met Standard Luik (1976-77)
- 1 × verkozen tot Belofte van het jaar (1973-74)